# Баучина
Баучѝна (на италиански: Baucina, на сицилиански B'Bauscina, Баушина) е село и община в Южна Италия, провинция Палермо, автономен регион и остров Сицилия. Разположено е на 550 m надморска височина. Населението на общината е 2024 души (към 2010 г.).